# Belén Carmona
Belén Carmona (Santa Coloma de Gramanet, España), es una escritora, periodista y guionista

## Vida
Escritora, guionista, periodista y docente. Belén ha trabajado para Amnistía Internacional promoviendo la implicación de las artes en la defensa de los derechos humanos. Ha colaborado con la International Yehudi Menuhin Foundation.
Ha participado como coguionista en la adaptación cinematográfica de La Estrella.

## Obras

### Novelas
- Cesárea (1998)
- Mirlo Blanco (2004)
- La Estrella[1] (2011)

### Guiones
- La Estrella, Alberto Aranda y Belén Carmona. (2011)